# Tobak
Tobak (Nicotiana) er en planteslægt med omkring 70 arter udbredt i Australien, Polynesien og især i Sydamerika. Det er urter eller buske med store, spredte, hele blade. Blomsterne sidder i toppe med tragtformede eller fladkravede kroner. Planterne indeholder nikotin. Ordet "tobak" kommer fra guarani (Paraguay) eller taino-arawakisk (Haiti) og betyder 'tobakspibe', eller 'rulletobaksblade'. De tørrede blade af tobaksplanten laves til tobaksvarer.
Her nævnes kun de arter, som har betydning i Danmark.

## Vækstforhold
Tobaksplanten kan gro mange steder. Den tåler både stærk varme og meget lidt nedbør. Det forklarer, at den kan gro i Afrika. Dyrkningen stiller heller ikke de store krav til jordbunden. Tobak trives bedst i det subtropiske og det tropiske klimabælte.

## Dyrkningsforløbet
Tobaksfrøene plantes i overfladen af jorden. I starten af vækstforløbet kræver planterne ganske meget gødning, da de har det med at udpine jorden. Længere henne i vækstforløbet sulter man planten for nitrogen for at få bedre smag. Når planterne har nået en bestemt højde, plantes de ud. Her gror de skud, som bliver til blade. Tobakshøst er arbejdskrævende, da de øverste og nederste blade ikke bliver modne på samme tid. Tit bliver tobakken høstet ved håndkraft, men man kan også bruge en ”tobakshøster”, som er en vogn, der bliver trukket efter en traktor.

## Plante til produkt
Kort efter høsten hænges bladene til tørring i en ”tobakslade”. Der anvendes ildtørring, røgtørring og lufttørring. Hver metode giver sin smag og aroma. Efter tørring lagres tobaksbladene og sorteres efter kvalitet, inden de sendes på tobaksauktion. Den rå tobak forarbejdes til cigaretter, cigarer og andre produkter.

## Efterbehandling
Fælles for alle tobaksprodukter er deres indhold af stoffer, som ved indtagelse kan være farlig for mennesker, eksempelvis tjære og nikotin; sidstnævnte er stærkt vanedannende. Alle former for brug af tobak medfører på sigt en forhøjet risiko for kræft i alle dele der kommer i kontakt med rester af tobakken dette omfatter også blærekræft, uanset om tobakken bliver røget eller tygget.
| Arter |

- Almindelig tobak (Nicotiana tabacum).
- Bondetobak (Nicotiana rustica).
- Prydtobak (Nicotiana alata).